# فارا ین سابینا
فارا ین سابینا (به ایتالیایی: Fara in Sabina) یک کومونه در ایتالیا است که در استان ریتی واقع شده‌است.

## خصوصیات
فارا ین سابینا ۵۵ کیلومترمربع مساحت و ۱۳٬۵۷۶ نفر جمعیت دارد و ۴۸۲ متر بالاتر از سطح دریا واقع شده‌است.

## خواهرخوانده
شهرهای Santa Vittoria in Matenano و Villemur-sur-Tarn خواهرخوانده‌های فارا ین سابینا هستند.